# Bonaventura Carlos Aribau
Bonaventura Carlos Aribau i Farriols (Barcellona, 1798 – 1862) è stato un economista spagnolo.
Fondatore della rivista El Europeo, fu tra i primi romantici in Spagna.
Amministratore di Barcellona, scrisse saggi per la Biblioteca de autores españoles.
Fu studioso di Cervantes e compositore dell'ode La Patria (1833).